# Conura initia
Conura initia är en stekelart som beskrevs av Gérard Delvare 1997. Conura initia ingår i släktet Conura och familjen bredlårsteklar.
Artens utbredningsområde är:
- Costa Rica.
- Ecuador.
- Panama.
- Peru.

Inga underarter finns listade i Catalogue of Life.